# 2022-es német labdarúgó-szuperkupa
A 2022-es német labdarúgó-szuperkupa (hivatalos nevén: 2022 DFL-Supercup) 2022. július 30-án került megrendezésre Lipcse városában, a Red Bull Arénában. A találkozón a 2022-es bajnok Bayern München és a kupagyőztes RB Leipzig lépett pályára. A Bayern München megvédte címét, miután 5–3-ra legyőzte az RB Leipzig csapatát.

## A csapatok
| Csapat         | Az ezt megelőző döntős szereplések évszámai, félkövérrel szedve a győztes évek                |
| -------------- | --------------------------------------------------------------------------------------------- |
| RB Leipzig     | 0                                                                                             |
| Bayern München | 15 (1987, 1989, 1990, 1994, 2010, 2012, 2013, 2014, 2015, 2016, 2017, 2018, 2019, 2020, 2021) |

## Mérkőzés adatok
| 2022. július 30. 20:30 CEST | RB Leipzig                                     | 3–5         | Bayern München                                        | Red Bull Aréna, Lipcse Nézőszám: 47069 Játékvezető: Robert Schröder |
| 2022. július 30. 20:30 CEST | Halstenberg 59' Nkunku 77' (11-esből) Olmo 89' | Statisztika | Musiala 14' Mané 31' Pavard 45' Gnabry 66' Sané 90+8' | Red Bull Aréna, Lipcse Nézőszám: 47069 Játékvezető: Robert Schröder |

| RB Leipzig | Bayern München |

| GK               | 1  | Gulácsi Péter (c)  |       |       |
| CB               | 2  | Mohamed Simakan    | 36'   | 79'   |
| CB               | 4  | Willi Orbán        |       |       |
| CB               | 23 | Marcel Halstenberg |       |       |
| RM               | 16 | Lukas Klostermann  | 90+2' |       |
| CM               | 27 | Konrad Laimer      |       |       |
| CM               | 44 | Kevin Kampl        |       | 52'   |
| LM               | 39 | Benjamin Henrichs  |       |       |
| RW               | 17 | Szoboszlai Dominik |       | 90+1' |
| LW               | 10 | Emil Forsberg      |       | 52'   |
| CF               | 18 | Christopher Nkunku |       |       |
| Cserék:          |    |                    |       |       |
| GK               | 21 | Janis Blaswich     |       |       |
| DF               | 25 | Sanoussy Ba        |       |       |
| MF               | 7  | Dani Olmo          |       | 52'   |
| MF               | 8  | Amadou Haidara     |       | 90+1' |
| MF               | 24 | Xaver Schlager     |       |       |
| MF               | 38 | Hugo Novoa         |       | 79'   |
| FW               | 19 | André Silva        |       | 52'   |
| Vezetőedző:      |    |                    |       |       |
| Domenico Tedesco |    |                    |       |       |

| GK                | 1  | Manuel Neuer (c) | 90+7' |     |
| RB                | 5  | Benjamin Pavard  |       | 78' |
| CB                | 2  | Dayot Upamecano  |       | 78' |
| CB                | 21 | Lucas Hernández  | 73'   |     |
| LB                | 19 | Alphonso Davies  |       |     |
| CM                | 6  | Joshua Kimmich   | 64'   |     |
| CM                | 18 | Marcel Sabitzer  |       |     |
| RM                | 25 | Thomas Müller    |       | 68' |
| LM                | 42 | Jamal Musiala    |       | 60' |
| CF                | 7  | Serge Gnabry     |       | 78' |
| CF                | 17 | Sadio Mané       |       |     |
| Cserék:           |    |                  |       |     |
| GK                | 26 | Sven Ulreich     |       |     |
| DF                | 4  | Matthijs de Ligt |       | 78' |
| DF                | 23 | Tanguy Nianzou   |       |     |
| DF                | 40 | Núszír Mázráví   |       | 78' |
| DF                | 44 | Josip Stanišić   |       |     |
| MF                | 38 | Ryan Gravenberch |       | 68' |
| FW                | 10 | Leroy Sané       | 87'   | 78' |
| FW                | 11 | Kingsley Coman   |       | 60' |
| FW                | 32 | Joshua Zirkzee   |       |     |
| Vezetőedző:       |    |                  |       |     |
| Julian Nagelsmann |    |                  |       |     |

| Játékvezető-asszisztens: Jan Neitzel-Petersen (Hamburg) René Rohde (Rostock) Negyedik játékvezető: Patrick Ittrich (Hamburg) Videóbíró: Benjamin Brand (Unterspiesheim) Videobíró asszisztense: Thomas Stein (Aschaffenburg) | Szabályok - 90 perc játékidő - Döntetlen esetén büntetőrúgások - Kilenc nevezhető cserejátékos, maximum öt cserelehetőség |